# Casio F-91W

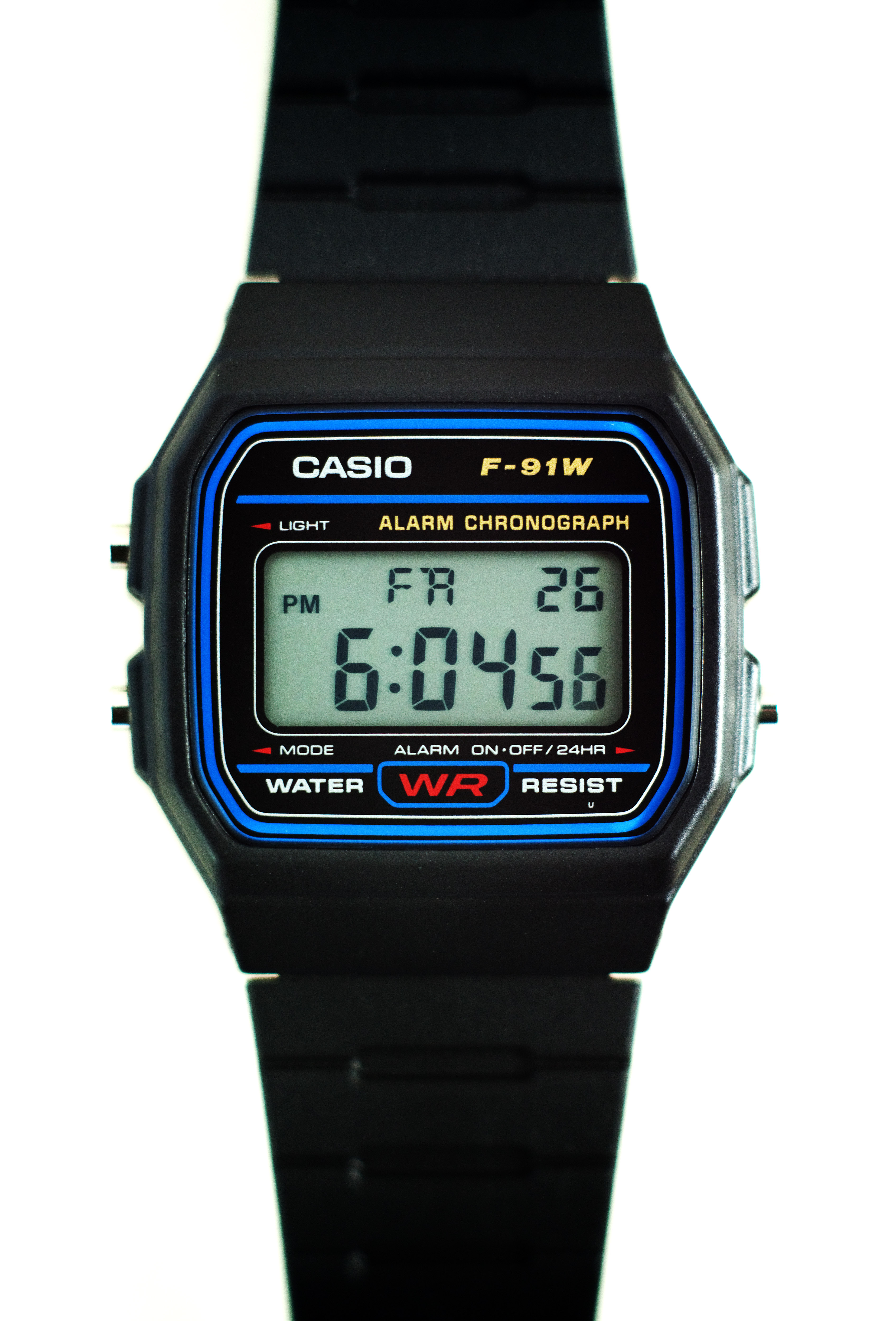
Il Casio F-91W

Il Casio F-91W è un orologio da polso digitale creato dalla Casio ed immesso nel mercato nel giugno 1989. È diffuso ampiamente in tutto il mondo e viene considerato un classico.

## Specifiche tecniche
Il Casio F-91W permette la regolazione di una sveglia che può suonare una volta e di un segnale orario. Ha un cronometro limitato ad un massimo di 59 minuti 59,99 secondi che può misurare il tempo netto, il tempo parziale e i tempi del primo e del secondo arrivato in una competizione. Possiede un calendario automatico, ma non registra l'anno e quindi, non riconoscendo i bisestili, associa a febbraio la durata di 28 giorni. L'accuratezza a temperatura normale è pari a ±30 secondi al mese, circa 6 minuti all'anno.
L'orologio ospita il modulo al quarzo Casio 593 alimentato da una batteria a bottone al litio del tipo CR2016 che dura circa 7 anni (supponendo un uso giornaliero della suoneria di 20 secondi e della luce di 1 secondo). La cassa misura 38,2 × 35,2 × 8,5 mm, pesa 21 grammi ed è in materiale plastico, così come il resto del segnatempo. Il fondello è in acciaio inossidabile e riporta varie informazioni: marchio del produttore (Casio), modello del movimento (593), modello dell'orologio (F-91W), caratteristiche salienti (la resistenza all'acqua, evidenziata anche sotto al display) e Paese di fabbricazione.

## Uso nella creazione di esplosivi

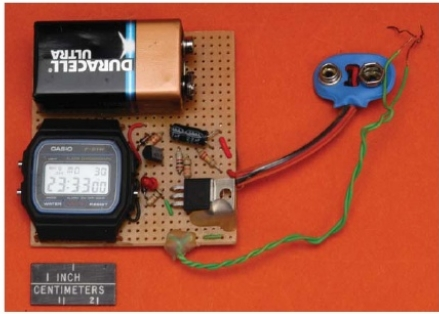
Quadrante utilizzato per un ordigno artigianale del 2002

Alcuni documenti utilizzati per addestrare i militari del campo di prigionia di Guantánamo a valutare il livello di minaccia dei nuovi detenuti affermano che il possesso di un Casio F-91W (e della versione argentata A159W) è un tratto distintivo degli uomini addestrati da al-Qaida nella creazioni di bombe e, in quanto tale, può essere usato per riconoscerli. Viene consegnato agli studenti durante i corsi che il movimento terroristico svolge in Afghanistan, durante i quali viene insegnato loro ad utilizzarlo come timer. Approssimativamente un terzo dei detenuti trovati in possesso di questo tipo di orologio è risultato essere collegato alla fabbricazione di esplosivi.